# 香炉湾

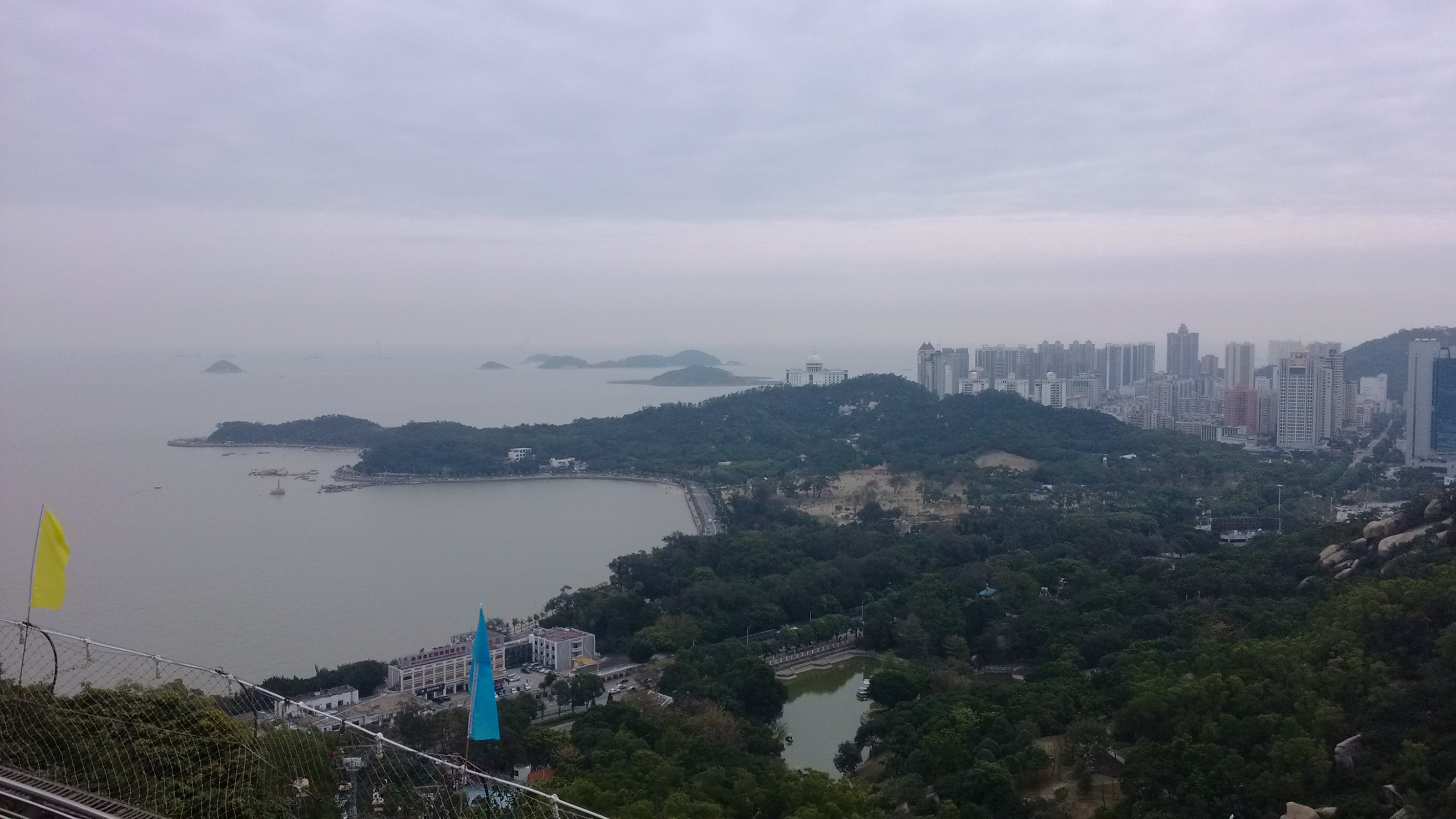
石景山遠眺香炉湾

香爐灣是位於中國广东省珠海市香洲区的半月形海灣，长约1.5公里，面积在9万平方公里上下，是為著名的旅遊景區。昔日的漁民因到石景山香爐洞朝拜，於此海灣登岸，故而得名。香炉湾在1990年代随着情侣路的开通曾经遭受过严重的破坏，后续在珠海政府组织的修复下于2016年元旦完成修复并对外开放。

## 邻近風景名勝
- 珠海漁女：珠海市標誌性的巨型雕塑。
- 菱角嘴：把香爐灣分成兩小灣環。
- 石景山公園：為珠海的石頭動物園。
- 香爐灣海濱公園：提供動物園、溜冰場和游泳池地等消閒設施。

## 公共交通
可搭乘珠海公交9路和99路在“城市阳台”站落车前往。 